# 하로프로! TIME
《하로프로! TIME》(ハロプロ!TIME)은 2011년 4월 21일부터 2012년 5월 31일까지 TV 도쿄 계열에서 목요일 심야에 방송되었던 헬로! 프로젝트 멤버 출연의 TV 프로그램이다.

## 개요
- 헬로! 프로젝트 소속의 각 그룹 멤버나 아티스트가 비디오 카메라를 손에 넣어 자신 촬영으로 각각의 활동이나 사생활의 일부를 소개하는 형식이 되어 있다. 또, 오디션, 신멤버 가입이나 합동 콘서트, 멤버의 졸업 등, 하로프로의 큰 이벤트가 있었을 경우는 자신 촬영이라고 하는 형식을 떨어지고, 하나의 독립한 코너로서 온에어 하는 경우도 있다.
- 2012년 5월 31일에 본 계열의 방송을 종료해, 다음주의 6월 7일부터 후 프로그램으로서 하로! SATOYAMA 라이프(ハロー!SATOYAMAライフ)가 방송되고 있다.

## 출연자
- 헬로! 프로젝트
  - 모닝구무스메
  - Berryz코보
  - ℃-ute
  - 마노 에리나
  - 스마이레지
- 아마야 유카 (나레이션)

## 방송국과 방송 시간
| 주요 방송 지역 | 방송국           | 방송 기간                         | 계열         | 방송 요일과 방송 시간 |
| -------------- | ---------------- | --------------------------------- | ------------ | --------------------- |
| 간토 광역권    | TV 도쿄 (제작국) | 2011년 4월 21일 ~ 2012년 5월 31일 | TV 도쿄 계열 | 목요일 25:00 ~ 25:30  |
| 시가현         | 비와코 방송      | 2011년 5월 10일 ~ 2012년 6월 17일 | JAITS        | 화요일 18:30 ~ 19:00  |
| 후쿠오카현     | TVQ 규슈 방송    | 2011년 5월 18일 ~ 2012년 6월 17일 | TV 도쿄 계열 | 일요일 06:30 ~ 07:00  |
| 전국           | BS JAPAN         | 2011년 4월 23일 ~ 2012년 6월 2일  | BS 디지털    | 토요일 09:30 ~ 10:00  |

## DVD
- 하로프로! TIME Vol.1 (2011년 11월 9일)
- 하로프로! TIME Vol.2 (2011년 12월 7일)
- 하로프로! TIME Vol.3 (2012년 2월 1일)
- 하로프로! TIME Vol.4 (2012년 3월 7일)
- 하로프로! TIME Vol.5 (2012년 3월 21일)
- 하로프로! TIME Vol.6 (2012년 4월 4일)
- 하로프로! TIME Vol.7 (2012년 5월 23일)
- 하로프로! TIME Vol.8 (2012년 6월 27일)
- 하로프로! TIME Vol.9 (2012년 6월 27일)
- 하로프로! TIME Vol.10 (2012년 7월 25일)
- 하로프로! TIME Vol.11 (2012년 7월 25일)
- 하로프로! TIME Vol.12 (2012년 9월 5일)
- 하로프로! TIME Vol.13 (2012년 9월 5일)
- 하로프로! TIME Vol.14 (2012년 10월 17일)
- 하로프로! TIME Vol.15 (2012년 10월 17일)
- 하로프로! TIME Vol.16 (2012년 11월 7일)
- 하로프로! TIME Vol.17 (2012년 11월 7일)
- 하로프로! TIME Vol.18 (2012년 11월 28일)
- 하로프로! TIME Vol.19 (2012년 11월 28일)
- 하로프로! TIME Vol.20 (2012년 12월 19일)
- 하로프로! TIME Vol.21 (2012년 12월 19일)